# سيسيا

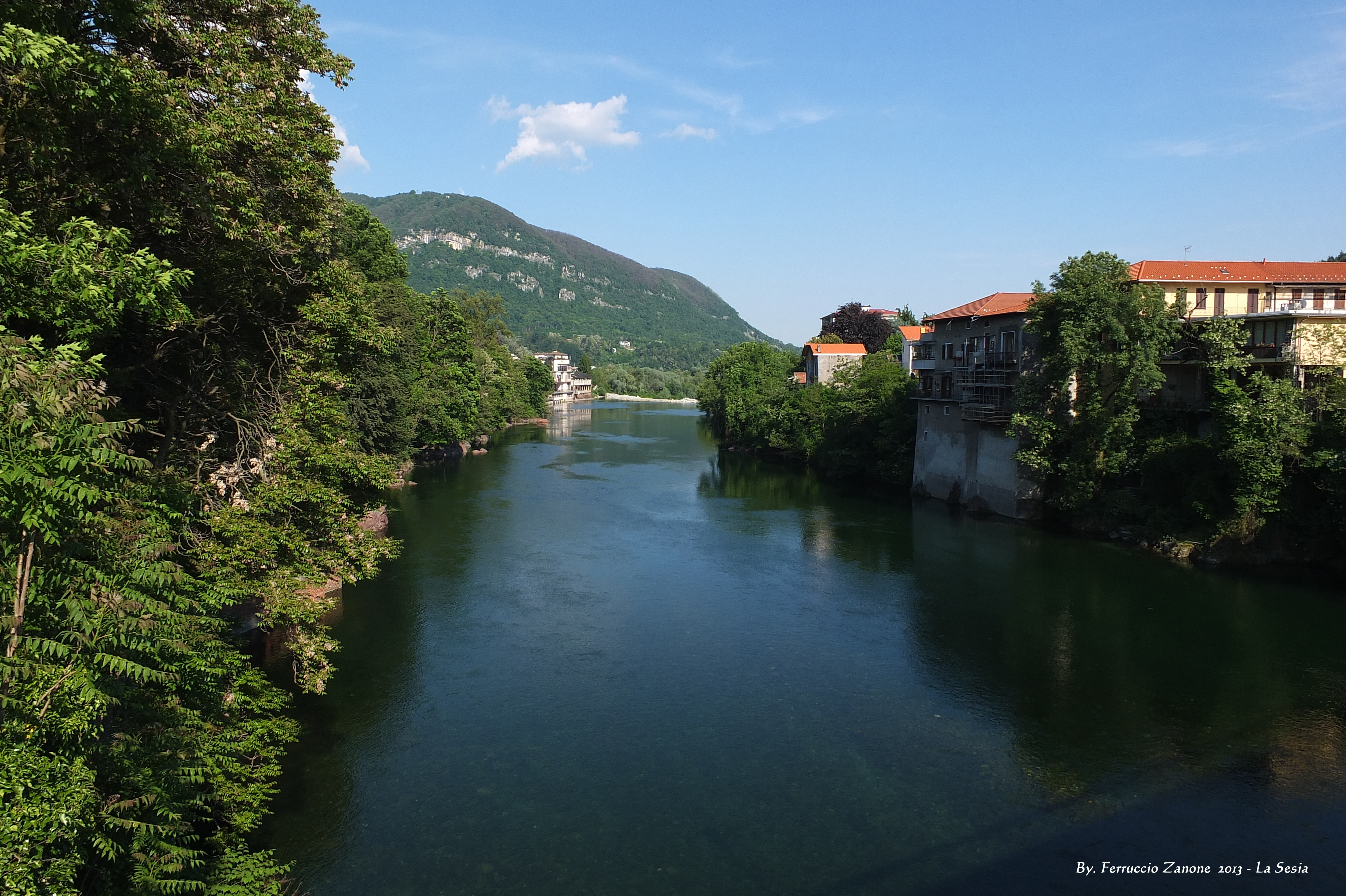
نهر سيسيا في بورغوسيا، بيمونتي، إيطاليا

نهر سيسيا (باللاتينية Sesites أو Sessites ) هو نهر يقع في بيمنتة، شمال غرب إيطاليا، وهو أحد روافد نهر بو.

## جغرافية
مصادره هي أنهار مونتي روزا الجليدية على الحدود مع سويسرا. يتدفق عبر وادي جبال الألب فالسيسيا ومدن فارالو سيسيا وكوارونا وبورجوسيا وفرشيلي. يتدفق نهر سيسيا إلى نهر بو بالقرب من كاسال مونفيراتو.

## الروافد الرئيسية

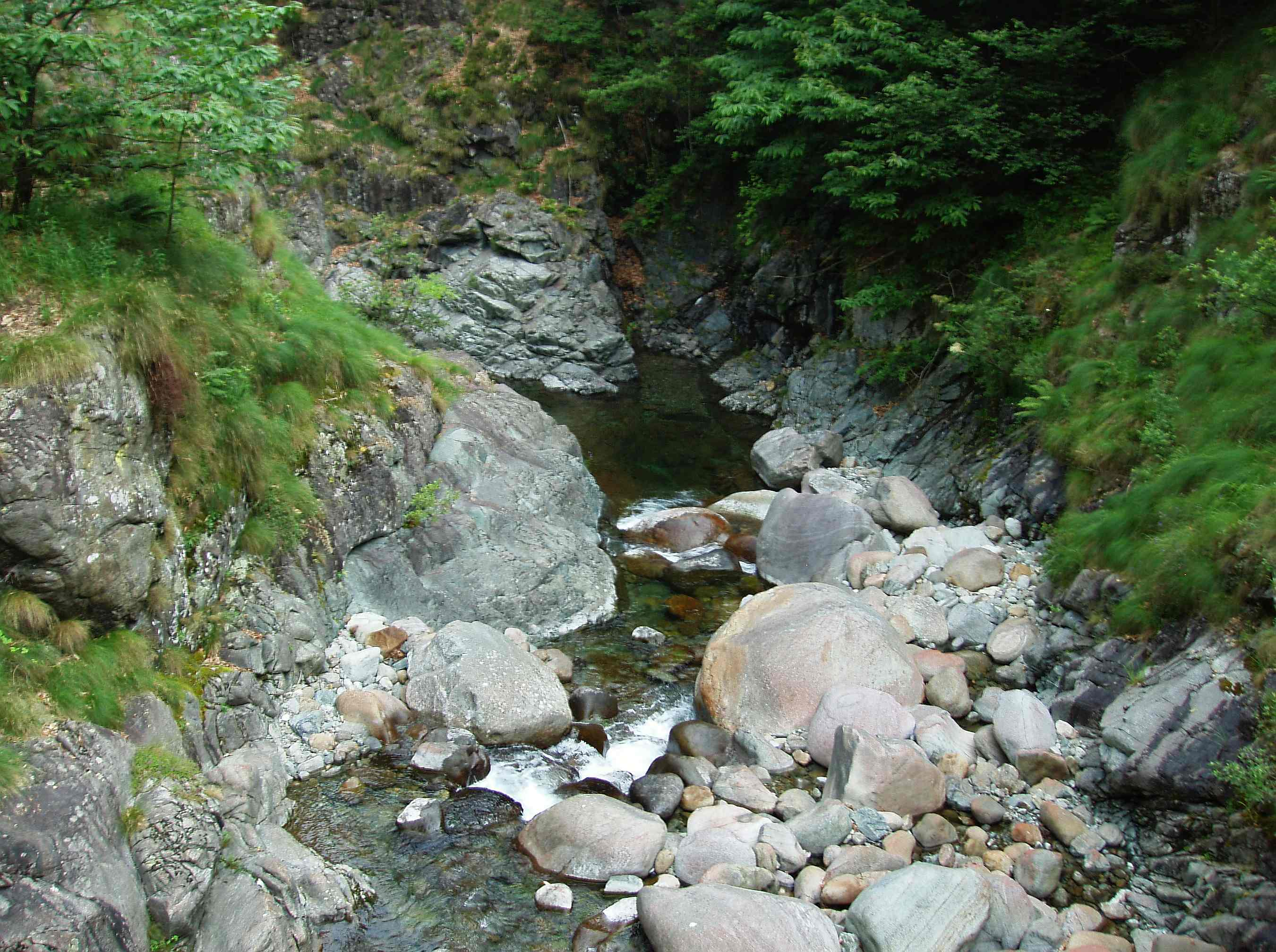
ريو دي فالمالا

- روافد اليد اليسرى :
  - سيرمينزا،
  - ماستالون،
  - باسكوني،
  - سترونا دي فالدوجيا.
- روافد اليد اليمنى:
  - سوربا،
  - سيسيرا ،
  - سيرفو ،
  - نافيجليو دي إيفريا ،
  - بونا،
  - ماركوفا ،
  - روجيا ستورا.

## الرياضة والترفيه
هو نهر شعبي للتجديف بالكاياك، وقد استضاف بطولة أوروبا عام 2001 وبطولة العالم عام 2002.

## روابط خارجية
- الصور